# Хамлер (Охајо)
Хамлер (енгл. Hamler) град је у америчкој савезној држави Охајо.

## Демографија
По попису из 2010. године број становника је 576, што је 74 (-11,4%) становника мање него 2000. године.
| Група             | 2000.       | 2010.       |
| Белци             | 512 (78,8%) | 441 (76,6%) |
| Афроамериканци    | 2 (0,3%)    | 2 (0,3%)    |
| Азијати           | 0 (0,0%)    | 0 (0,0%)    |
| Хиспаноамериканци | 134 (20,6%) | 124 (21,5%) |
| Укупно            | 650         | 576         |